# Robert Hodgson (Richter)
Sir Robert Hodgson (* 1798 in Charlottetown, Prince Edward Island; † 15. September 1880 ebenda) war ein kanadischer Richter. Ab 1852 war er Vorsitzender des Obersten Gerichts von Prince Edward Island, von 1874 bis 1879 amtierte er als Vizegouverneur dieser Provinz.
Hodgson studierte Recht und erhielt 1819 die Zulassung als Rechtsanwalt. Er eröffnete eine Kanzlei in Charlottetown und war daneben auch als Grundstücksmakler tätig. Seine politische Karriere begann 1824 mit der Wahl in die Legislativversammlung. Ab Mai 1828 gehörte er als Justizminister der Kolonialregierung an. Ein Jahr später wurde er in den Legislativrat, das Oberhaus der Kolonie, berufen und präsidierte dieses ab 1840. Hodgson trat 1851 von seinen politischen Ämtern zurück. Die Regierung von George Coles ernannte ihn im darauf folgenden Jahr zum Vorsitzenden des Obersten Gerichts. Von Amtes wegen vertrat er dreimal die Gouverneure bei deren Abwesenheit. Generalgouverneur Lord Dufferin vereidigte Hodgson am 4. Juli 1874 als Vizegouverneur von Prince Edward Island. Dieses repräsentative Amt übte er bis zum 10. Juli 1879 aus.